# New York Golden Blades
New York Golden Blades var en professionell ishockeyklubb i New York som spelade i World Hockey Association under den första delen av säsongen 1973–74.
Golden Blades var en efterföljare till problemfyllda New York Raiders. Det blev dock inte bättre med ett nytt namn då hyran i Madison Square Garden fortfarande var för hög och publiksiffrorna för låga, så efter 24 matcher blev ligan tvungen att ta över ägarskapet för laget och flyttade det till Cherry Hill, New Jersey, och döpte om klubben till Jersey Knights som fick fortsätta att spela i ligan säsongen ut. 